# Multispezies-Ethnographie
Die Multispezies-Ethnographie ist eine Methodik, die eine ganzheitliche Erforschung von Mensch, Tier, Natur und Kultur ermöglichen soll. Die  Multispezies-Ethnographie ist hiermit ein mehr als menschlicher Ansatz der ethnographischen Forschung. Sie erweitert den ethnographischen Ansatz um Tiere und die belebte und unbelebte Natur.
Multispezies-Ethnographie kann laut Lindsay Hamilton und  Nik Taylor als ethnographische Methodik der Inkludierung von Tieren und Natur in die modernen transformativen Bildungs- und Forschungsprozesse dienen und damit helfen, die Realität und die unterschiedlichen Versionen dieser angemessen zu erschließen.
Die Multispezies-Ethnographie ist besonders in der heutigen Zeit der Klimakrise und des Massenaussterbens relevant, weil die Beziehungen zwischen Menschen und nicht-menschlichen Spezies, wie Pflanzen, Tiere und Mikroben, in der sozial- und kulturwissenschaftlichen Forschung zunehmend im Fokus stehen. Multispezies-Ethnographie ermöglicht eine holistische Erforschung dieser Komponenten und ihrer Beziehungen und öffnet das Feld für die Interdisziplinäre Wissenschaft. Multispezies-Ethnographie selbst steht an einer interdisziplinären Schnittstelle und beruht auf den Interdependenzen verschiedener Disziplinen, zum Beispiel zwischen der Soziologie, den Kulturwissenschaften, den Naturwissenschaften, der Veterinärmedizin und der Pädagogik.
Noch ist die Multispezies-Ethnographie keine fest etablierte Methode in Deutschland. Jedoch ist ein „Paradigmenwechsel in der Forschung mit Natur und Tieren zu vermuten“.